# Pravo na informisanje članova društva
Privredno društvo je dužno da svoje ortake, članove ili akcionare informiše o svom poslovanju i finansijskom stanju i da im učini dostupnim informacije i dokumentaciju predviđenu zakonskim odredbama. Informisanje mora biti tačno i pravovremeno. Ukoliko nadležni organ u društvu ne ostvari svoje obaveze o informisanju,odgovoran je za štetu koja je načinjena ortacima, članovima ili akcionarima društva. Takođe, članovi društva mogu podneti pismeni zahtev sudu da u vanparničnom postupku izda nalog privrednom društvu da postupi po zakonskim odredbama, tj. da pruži sve informacije o svom poslovanju i finansijskom stanju.

### Pravo na informisanje i pristup aktima i dokumentima
Član 81.
Član društva ima pravo na pristup aktima i dokumentima društva u skladu sa odredbama ovog zakona. 
Član društva može pisanim putem zahtevati od društva pristup aktima ili dokumentima društva, pri čemu je u obavezi da u tom zahtevu navede: 
1. svoje lične podatke i podatke koji ga identifikuju kao člana društva;
2. dokumente, akte i podatke koji se traže na uvid;
3. svrhu radi koje se traži uvid;
4. podatke o trećim licima kojima član društva koji traži uvid namerava da saopšti taj dokument, akt ili podatak, ako postoji takva namera.

Društvo može uskratiti pristup svim ili nekim od traženih akata ili dokumenata iz razloga propisanih ovim zakonom za svaku pojedinu pravnu formu društva. 
Ako društvo ne postupi u skladu sa zahtevom iz stava 2. ovog člana u roku od osam dana od dana prijema tog zahteva, član društva u narednom roku od 30 dana može tražiti nadležnom sudu da u vanparničnom postupku naloži društvu da mu omogući pristup tim aktima ili dokumentima. 
Postupak iz stava 4. ovog člana je hitan i sud je dužan da odluku po zahtevu donese u roku od osam dana od dana prijema zahteva. 
Ovaj zakon pridaje poseban značaj informisanju članova privrednog društva, jer je to bitno za status koji ova lica imaju u društvu,odnosno za zaštitu njihovih prava i interesa. U vezi sa tim, pitanje prava na informisanje regulisano je posebno za svaku pojedinu pravnu formu privrednog društva. Razlog za ovakvo rešenje proizašao je iz problema koji se pojavio u primeni dosadašnjeg zakona, jer je dolazilo do izjednačavanja između uvida u akte društva sa ograničenom odgovornošću i akcionarskog društva,što je vodilo brojnim sporovima. Ovim zakonom je omogućen širi pristup aktima kod društva sa ograničenom odgovornošću imajući u vidu izraženiji lični odnos između njegovih članova, dok su pojedina ograničenja uneta kada je u pitanju akcionarsko društvo. Svaki član društva ima pravo na pristupaktima i dokumentima društva, bez obzira na vrednost njegovog uloga u društvu i to u skladu sa odredbama ovog zakona o pristupu aktima koje su date za svaki oblik društva, s tim da je član društva koji želi da ostvari svoje pravo na uvid u akte ili dokumenta društva, dužan da se, radi ostvarivanja tog prava, obrati društvu putem pisanog zahteva, pri čemu taj zahtev treba da sadrži dokumenta,akte i podatke koji se traže na uvid, jer u protivnom neće biti legitiman. Odredbom stava 3. dato je pravo društvu da iz razloga, koji su propisani ovim zahtevom ( ne i aktima društva ) uskrati ostvarivanje prava na pristup svim ili pojedinim aktima ili dokumentima društva. U slučaju da društvo ignoriše zahtev člana sa izvrši uvid u akta ili dokumenta, član društva se može obratiti sudu da sud naloži društvu da mu omogući ostvarivanje uvida u određena akta ili dokumenta navedena u zahtevu ( stav 4. ). Postupak po ovom zahtevu je hitan i sud je dužan da odluku po zahtevu donese u roku od osam dana od dana prijema zahteva. U ovom članu regulisan je pristup aktima i dokumentima privrednog društva, sadržina zahteva za omogućavanje tog pristupa i pravo društva na uskraćivanje pristupa,kao i sudska zaštita u tom slučaju. 

### Korišćenje akata ili dokumenata društva
Član 82.
Član društva koji u skladu sa članom 81. ovog zakona ostvari pristup aktima ili dokumentima društva dužan je da ih koristi isključivo u svrhe navedene u zahtevu iz člana 81. stav 2. tačka 3) ovog zakona. 
Član društva ne može da objavi ili saopšti trećim licima akte odnosno dokumente iz stava 1. ovog člana, suprotno svrsi radi koje mu je pristup omogućen, niti na način koji nanosi štetu društvu, osim ako je na to obavezan zakonom. 
Ako član društva iz stava 1. ovog člana akte, odnosno dokumenta društva kojima je ostvario pristup koristi suprotno toj svrsi ili ih saopšti trećim licima suprotno ograničenjima iz stava 2. ovog člana, odgovara za štetu koju je time naneo društvu. 
Ne smatra se povredom odredbe stava 2. ovog člana objavljivanje ili saopštavanje trećim licima akata odnosno dokumenata iz stava 1. ovog člana ako je to saopštavanje obaveza propisana zakonom. 
Ovim članom propisana su sledeća pravila u vezi sa korišćenjem akata ili dokumenata privrednog društva:
1. Član društva koji ostvari pristup aktima ili dokumentima društva dužan je da ih koristi samo u svrhe navedene u zakonu;
2. Član društva ne može da objavi ili saopšti trećim licima akte ili dokumenta suprotno svrsi radi koje mu je pristup omogućen, niti na način koji nanosi štetu društvu, sa izuzetkom kada je na to obavezan po samom zakonu;
3. Ukoliko član društva akte ili dokumenta društva kojima je ostvario pristup koristi suprotno predviđenim ograničenjima,odgovoran je za štetu koju nanosi društvu.

Ukoliko fizičko lice koje je član privrednog društva zloupotrebi pravo na informisanje i pristup aktima i dokumentima društva i iste objavi ili saopšti trećim licima, čini prekršaj iz člana 587,stav 1. ovog zakona.

## Literatura
- Bursać Radomir, Mihić-Munjić Jelena, "Komentar novog Zakona o privrednim društvima:sa uputstvima za usaglašavanje privrednih društava sa novim zakonskim rešenjima", Beograd. , MDM Revizija, strana. 2011.  978-86-88725-01-9. стр. 85. ..
- Novaković Sekula,"Komentar Zakona o privrednim društvima", Beograd., Poslovni biro, strana82. 2011.  978-86-7889-435-0.
- Kostadinović Svetolik, "Kompanijsko pravo", Beograd., Žig, strana. 2007.  978-86-83237-45-6. стр. 93. ..